# هورن (هولندا)
هورن Hoorn  هي مدينة وبلدية بمقاطعة شمال هولندا، هولندا.
سميت هورن (Hoorn) وتعني (القرن) لأنها تقع على شبه جزيرة على شكل قرن، بعد تأسيس شركة الهند الشرقية الهولندية في 1602 نمت المدينة بسرعة إلى أن أصبحت واحدة من الموانئ الرئيسية في هولندا، ومركز تجاري رئيسي، جاء العديد من البحارة والمستكشفين من هورن مثل فيليم شوتين وجاكوب لي مير، وأطلق فيليم شوتين أسم هورن على الرأس الذي اكتشفه المعروف باسم كاب هورن أو رأس هورن في أمريكا الجنوبية.

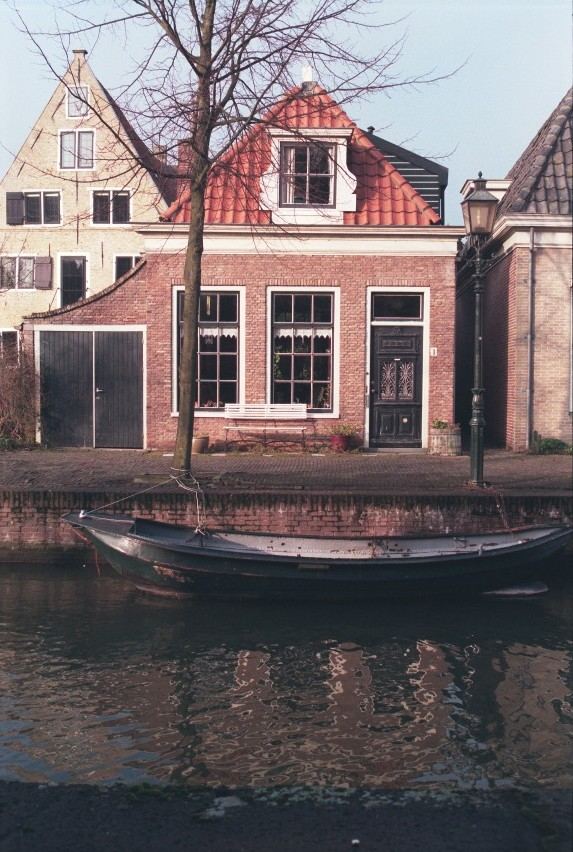
وسط المدينة القديمة حيث الميناء القديم

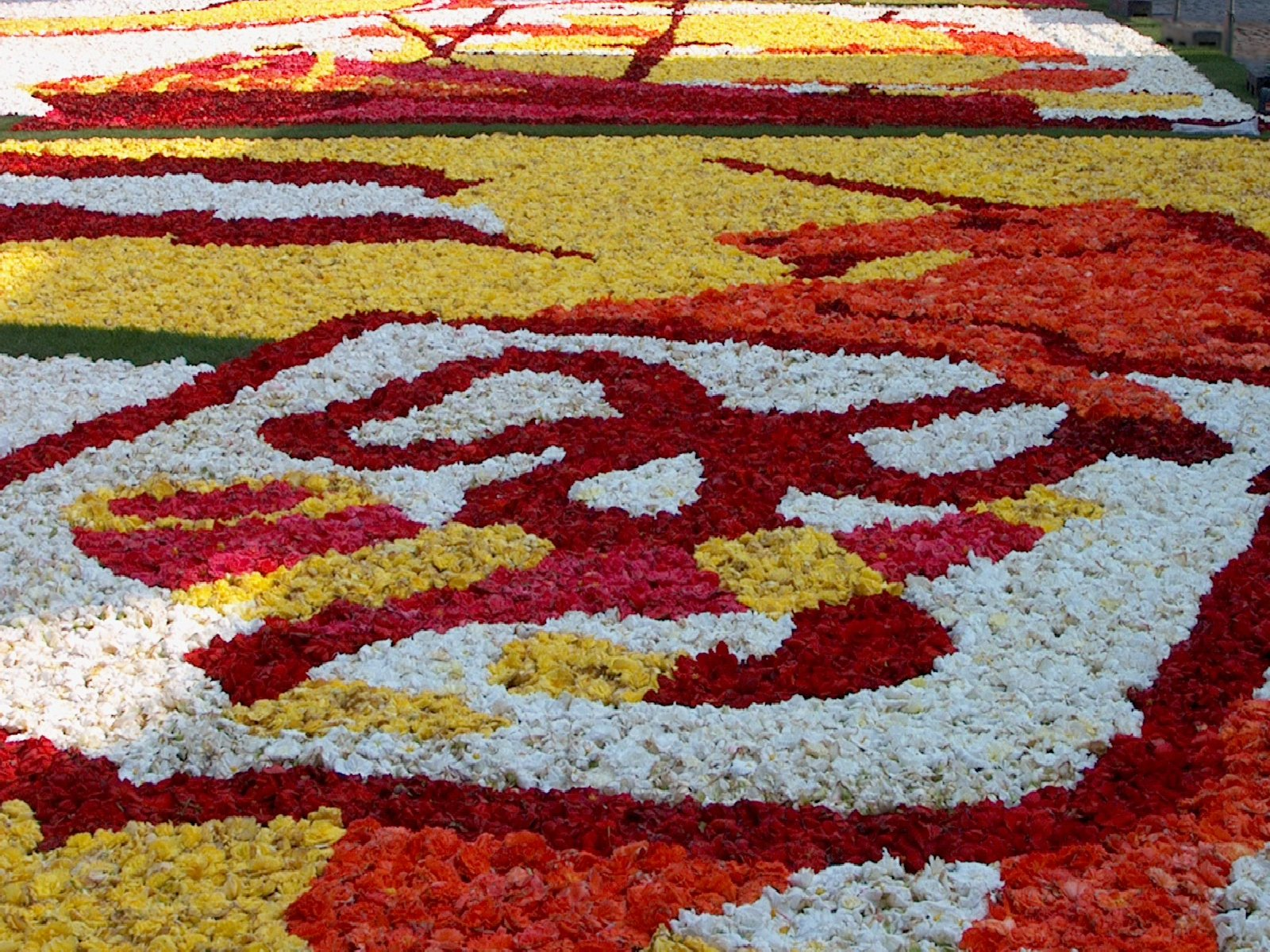
سجادة زهور البيغونيا تشكل شعار هورن عام 2007

## طوبوغرافيا
خريطة طوبوغرافية هولندية لبلدية هورن ، مارس 2014، (تقرأ بعد ثلاث نقرات على الخريطة).

## توأمة
لهورن (هولندا) اتفاقيات توأمة مع كل من:
- مدينة ملقا
- بشيبرام

## أعلام
- أنطون كينتانا
- فرانك دي بور
- لورينزو إيبيسيليو
- ميب جيس
- رونالد دي بور
- جورج بيكر
- بارت بوك
- يان بيترسون كوين